# Marion (Dél-Karolina)
Marion település az Amerikai Egyesült Államok Dél-Karolina államában, Marion megyében, melynek megyeszékhelye is. Lakosainak száma 6448 fő (2020. április 1.).

## Népesség
A település népességének változása:

| 2010 | 6 939 |
| 2020 | 6 448 |